# 로피나비르/리토나비르
로피나비르/리토나비르(Lopinavir/ritonavir, LPV/r)는 미국 애브비가 판매하는 에이즈 치료제이다. 상표명 칼레트라(Kaletra)이다. 로피나비르는 HIV/AIDS를 치료와 예방을 위한 항레트로바이러스제로 고정용량복합제(fixed-dose combination)이다. 로피나비르는 적은 용량의 리토나비르와 로피나비르의 복합제이다. 이 약물은 다른 항레트로바이러스제와의 병용투여가 권장된다. 바늘찔림손상과 같은 노출 이후의 예방을 위해 사용된다. 정(tablet), 캡슐(capsule), 용액(solution)의 형태로 경구투여된다.
흔히 관찰되는 부작용에는 설사, 구토, 피로, 두통, 그리고 근육통이 있다. 심각한 부작용은 췌장염, 간 문제, 그리고 높은 혈당 등이 있다. 로피나비르는 주로 임신기간에 사용되고 안전한 것으로 관찰된다. 로피나비르를 구성하는 리토나비르와 lopinavir 모두 HIV의 단백질 분해효소 억제제이다. 리토나비르는 로피나비르의 분해 속도를 늦추는 작용을 한다.
로피나비르/리토나비르는 단일약물로 미국에서 2000년에 승인받았고 세계보건기구(World Health Orgnaization)의 필수 약제 리스트에 올랐다.

## 의약적 사용
로피나비르/리토나비르는 미국에서 HIV 1차요법(first-line therapy)로 선호되었다
하지만 다른 단백질분해효소 억제제를 기반으로 한 식이요법에 비해 복용 부담(pill burden)이 크고 위장 내성이 증가한 것으로 나타났다. 이로 인해 이전에 치료를 받은 경험이 없는 환자를 대상으로는 더 이상 권장되지 않는다.

## 역사
애브비의 '칼레트라'는 로피나비르와 리토나비르와 같은 2개의 항바이러제 성분으로 구성돼 있으며, HIV 바이러스 복제를 막는 단백질 분해효소 억제제다.
로피나비르는 미국 애보트 연구소에서 개발했다. 애브비는 1888년 설립된 헬스케어 기업 애보트 연구소에서 2013년 분사해 설립됐다. 2013년 한국애브비가 한국애보트로부터 분사했다.
2000년 9월 15일, 미국 FDA는 칼레트라의 시판을 허가했다. 2001년 4월 유럽에서 시판이 허가되었다.
칼레트라정은 2006년 12월 특허가 만료되어 값싼 복제약 제조가 허가되었다. 칼레트라는 2차 에이즈 치료제이다.
2005년 6월 29일, 세계보건기구(WHO)가 미국의 거대 제약회사인 애보트사의 에이즈 치료제에 대해 특허취소 조치를 취한 브라질 정부의 입장을 인정했다.
애보트 래버러토리스(Aboott Laboratories)는 국내 싱크로트론 방사성 광원(synchrotron-radiation light source)인 Advanced Photon Source(APS)를 사용한 회사들 중 하나이다. APS의 초기 프로젝트들 중 하나는 HIV의 단백질에 초점을 두었다. APS beam line을 이용한 X-ray crystallography 측정 결과, 연구자들은 바이러스성 단백질 구조를 결정했고 이는 연구자들이 HIV 단백질분해효소 억제제의 발전을 위한 접근법에 대해 결정하도록 이끌었다. HIV 단백질분해효소는 주요한 효소 타겟으로 감염 이후 HIV 다단백질을 가공하는 기능을 하여 바이러스가 번식하는 생애 주기(lifecycle)을 형성하도록 한다. 이처럼 Argonne APS를 이용해서 구조를 기반으로 약물을 디자인한 접근법의 결과, Abbott은 단백질분해효소를 억제하는 새로운 제품을 만들 수 있었고, 바이러스 복제를 막을 수 있었다.
로피나비르는 애보트(Abbott)에서 그들의 초기 단백질분해효소 억제제인 리토나비르를 개선하기 위해 만들어진 제품으로, 특히 리토나비르의 혈청 단백질 결합 특성(단백질분해효소 억제에 있어서 혈청의 방해를 줄임)과 HIV 저항성 측면(약물에 저항성을 갖도록 진화한 바이러스의 능력 억제)을 개선하였다. 로피나비르를 단일 투여 시, 생체 이용률이 불충분하다. 하지만 다수의 HIV 단백질분해효소 억제제처럼, 리토나비르를 적은 양 투여하더라도 로피나비르의 혈중 농도가 굉장히 증가했다. 이 때 리토나비르는 이화작용을 통해 약물의 농도를 감소시키는 장과 간의 cytrochrome P450 3A4의 억제제이다. 애보트은, 따라서, HIV 억제를 위해 리토나비르를 치료용량 이하로 투여하여(sub-therapeutic) 로피나비르의 병용투여 전략을 추구했다.

## 부작용
약학정보원은 로피나비르와 리토라비르를 조합한 약물인 칼레트라가 일부 환자에게 췌장염이나 간독성, 당뇨병 발생이나 당뇨병 악화, 면역 재구성 증후군 등 부작용이 일어날 수 있다고 안내하고 있다.
칼레트라의 부작용이나 합병증이 단기복용 시에는 상당히 미미한 편이다.
로피나비르/리토나비르의 가장 흔한 부작용은 설사와 메스꺼움이다. 주요 임상시험에서 보통 혹은 극심한 설사가 환자의 27%에서 나타났고 보통 혹은 극심한 메스꺼움은 16%까지 나타났다. 다른 흔한 부작용은 복통, 무력증, 두통, 구토가 있었고 특히 어린이의 경우 발진이 있다.
로피나비르/리토나비르는 CYP3A와(혹은) P-gp의 기질로 작용하는 다른 약물들과 다양한 정도의 상호작용을 하는 것으로 예상된다.
선천적인 구조적인 장애인 구조적 심장질환이나 허혈성 심장질환, 심근병증을 갖고 있는 사람의 경우에는 복용 시 주의가 필요하다.
2011년 3월 8일, 미국 Food and Drug Administraiton에서는 미숙아(premature baby)의 경우 로피나비르/리토나비르를 경구투여한 경우 심각한 건강상 문제가 보고되었고, 해당 약물의 propylene glycol의 함량으로 인한 것으로 예상되었다. 이를 보건 전문가들에게 알렸고, 그들은 약물 이용이 미숙아에게는 사용을 피하는 것을 권고했다.

## 신종 코로나
2002년 사스 당시, 실험실 연구에서 칼레트라가 효과가 있다는 연구 결과를 얻었다.
2020년 중국에서 신종 코로나바이러스 치료 효과를 기대하는 30여 약물 중 12개가 HIV치료제다.
칼레트라의 항바이러스제 성분이 신종 코로나바이러스(2019-nCoV)도 같은 기전으로 치료 효과를 낼 수 있을 것으로 기대된다.
태국에서는 칼레트라를 투약한 71세 여성 환자가 완치 판정을 받았다.
2020년 1월 24일, 중국 우한에서 일하다 귀국한 2번 환자(한국인 남성·55)가 신종 코로나 확진 판정을 받아 서울 중구 국립중앙의료원에 격리됐다. 입원 3일째부터 경구 칼레트라정을 처방했는데, 7일째에 기침이 사라졌다. 2월 4일 코로나바이러스가 검출되지 않아서 퇴원했다. 한국에서 최초의 완치하여 퇴원한 사례이다.
2번 확진자를 치료한 국립중앙의료원 진범식 감염내과 전문의는 3가지 후보약물 중에서 부작용이 가장 적은 칼레트라를 선택했다고 밝혔다. 경증 환자에게는 칼레트라를 처방하고, 환자가 임상적으로 중증에 해당될 경우에는 리바비린이나 인터페론을 신중하게 고려해 사용하고 있다고 한다.
폐렴 증상이 심한 1번과 4번 환자에게 칼레트라를 투약하고 있다. 한때 위독하다는 설이 돌기도 했던 4번 환자도 관련 증상이 사라져 퇴원이 검토되고 있다.
2월 6일, 1번 환자가 퇴원했다. 인천시의료원은 경구 칼레트라정을 처방했다. 1번 확진자를 치료한 김진용 인천의료원 감염내과 과장은 "`칼레트라`라는 약인데,나온 지가 거의 20년 된 안전한 약입니다. 부작용 없고. 효과가 있었다 없았다를 말씀드리기는 어렵습니다."라고 말했다.
2월 7일, 전남대병원은 국내 16번째이자 광주 첫 확진자인 43세 한국인 여성 A씨에게 HIV(인간면역결핍바이러스) 치료제 ‘칼레트라’를 사용 중이다.
전염병 권위자인 홍콩대 윈궉융 교수는 2019-nCoV 및 MERS-CoV에서 렘데시비르가 가장 유망한 약물이라는데 동의하지만, 약제를 쉽게 구할 수 없다는 점에서 기허가 약제인 로피나비르/리토나비르와 인터페론 베타-1b 병용요법이 났다고 본다. 렘데시비르(Remdesivir)는 미국 제약사 길리어드 사이언스가 개발하고 있는 에볼라 바이러스 치료제이다. 미국은 1번 확진자를 렘데시비르로 치료했다고 보고했다. 그러나 신약이라서 아직 임상시험중인 약물이다.
4번, 12번 14번 확진자를 치료중인 분당서울대병원은 세 환자에게 칼레트라를 투여하고 있다.
2020년 3월 18일, New england journal of medicine (NEJM)에 기재된 'A Trial of Lopinavir-Ritonavir in Adults Hospitalized with Sever Covid-19 (입원하고 있는 중증의 Covid-19 성인환자에서 Lopinavir-Ritonavir의 임상시험)'에서는 대조군과 비교하여 유의한 효과가 없는 것으로 확인되었다.

## 사회와 문화

### 비용
고비용과 HIV 감염으로 인해, 태국 정부는 2007년 1월 29일 로비나비르와 리토나비르의 제네릭 버전을 생산 및 수입하도록 강제했다. 이에 대해 애보트 래버러토리스는 태국에서의 로피나비르와 다른 7개의 신약을 등록 취소했고, 태국 정부가 특허권에 대한 존중이 부족함을 지적했다. 애보트의 태도는 세계적인 여러 NGO에게 비난받았고 가상연좌시위(netstrike)가 Act up-Paris에서 시작되어 프랑스의 NGO 단체인 AIDES에서는 애보트의 모든 약품들을 보이콧 하도록 대중들에게 알렸다.

### 이용가능한 형태
열에 안정한 정제 형태로 어린이들 위해 입으로 투여가 가능하다.

## 같이 보기
- 코로나19 범유행